# Сётакон

Обложка первого тома Shonen Ai no Bigaku — одной из самых популярных сётаконных манг

Сётакон (яп. ショタコン) — жанр в манге и аниме, изображающий романтические и сексуальные отношения с участием маленьких мальчиков. Условно разделяется на сётакон и стрейт-сётакон (гомосексуальные и гетеросексуальные отношения соответственно). По сравнению с лоликоном менее популярен.

## История
Термин сётакон произошёл от выражения «комплекс Сётаро» (яп. 正太郎コンプレックス сё:таро: компурэккусу). Сётаро — юный персонаж манги Tetsujin 28-go. Название часто сокращают просто до сёта (шота).
В 2008 году из-за многочисленных скандалов с пользователями администрация «Живого журнала», платформы для размещения онлайновых дневников (блогов), ввела новые правила, согласно которым детской порнографией перестали считаться рисунки, в том числе сётакон и лоликон.